# Macio Moretti

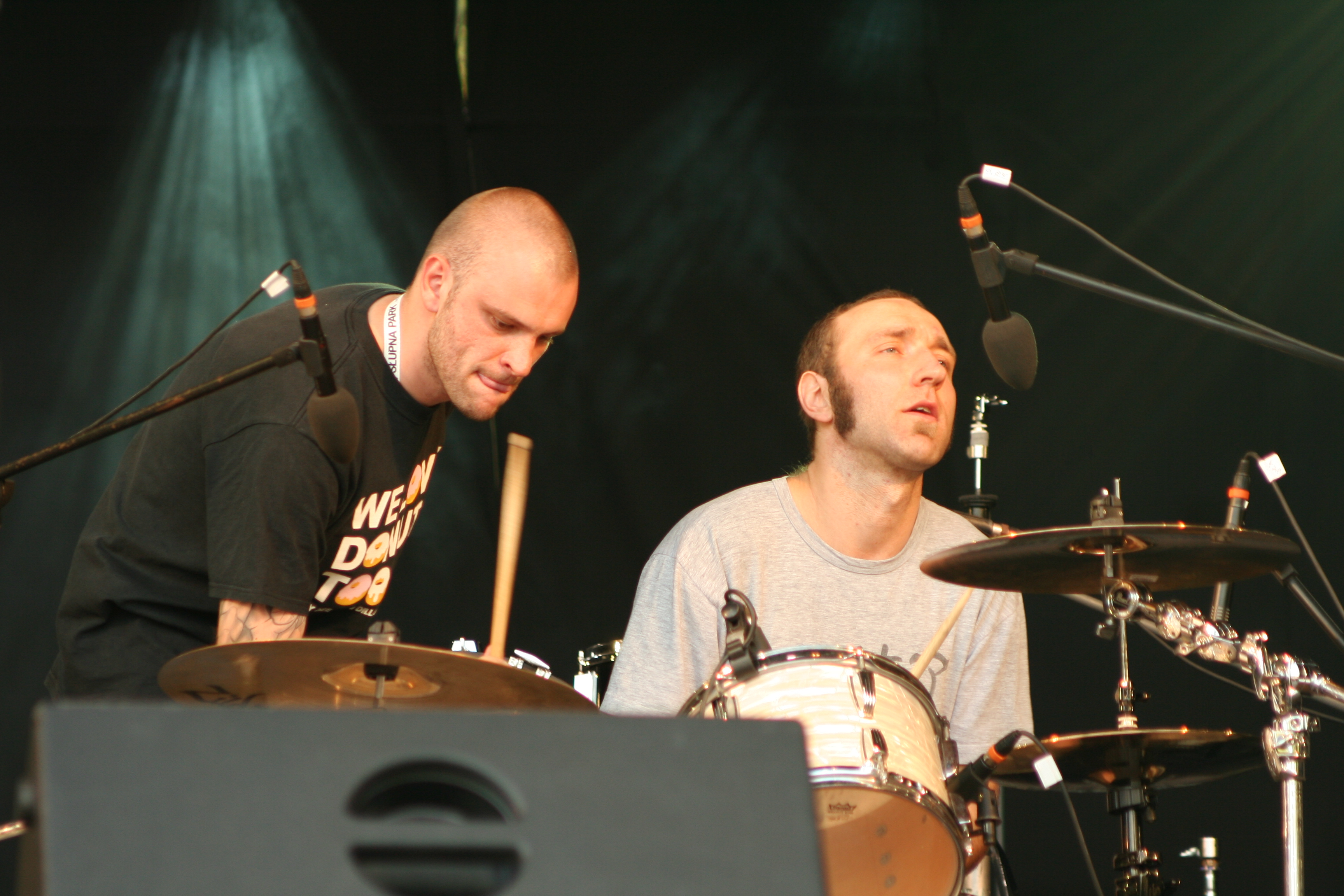
Macio Moretti (rechts) mit Emade beim Konzert der Bassisters Orchestra (2007).

Macio Moretti (* 1975 in Środa Wielkopolska), bürgerlich Maciej Moruś, ist ein polnischer Schlagzeuger, Bassist und Sänger, Mitgründer des Musiklabels Lado ABC sowie Grafikdesigner.

## Leben und Wirken
Moretti wuchs auf in Warschau. Er wurde noch vor dem Abitur der Schule verwiesen und holte seinen Abschluss erst als Erwachsener nach.
Seine Karriere begann im Umfeld der Yass-Szene. Anfang der 2000er Jahre spielte er auch noch Bass in der Death Metal/Grindcore-Gruppe Antigama. Seit 2001 spielte er in der Band Baaba. Kurz darauf wurde sein zweites Hauptprojekt, Mitch & Mitch, gegründet. Moretti ist aktiv in einer Vielzahl polnischer Bands und Projekte verschiedener Genres, darunter Baaba, Mitch & Mitch, Shofar (mit Mikołaj Trzaska und Raphael Rogiński), Starzy Singers. Er nahm auch Alben mit Tim Daisy und Fred Frith auf. Im Rahmen des Projekts Bassisters Orchestra spielte er mit Rob Mazurek zusammen.
Moretti ist Grafikdesigner; er arbeitete für die Zeitschrift Przekrój und entwirft Albumcover für seine eigenen Bands sowie für andere Musiker. Er wurde für seine Covers mehrfach mit einem Fryderyk ausgezeichnet: 2005 für Echosystem von Hey, 2010 für Love! Attention! Help! Rescue! derselben Band und 2012 für 8 von Kasia Nosowska. 2004 gründete er mit Freunden das Musiklabel Lado ABC. 2010 wurde er mit dem Paszport Polityki ausgezeichnet.

## Diskografische Hinweise
- Baaba Con Gas! (Teeto Records, 2001)
- Antigama Intellect Made Us Blind (The Flood Records, 2002)
- Andruchowycz / Trzaska / Mazolewski / Moretti Andruchoid (Kilogram Records, 2005)
- Starzy Singers Takie jest c’est la vie (Lado ABC, 2005)
- Bassisters Orchestra Numer Jeden (Asfalt Records, 2006) (mit Fisz, Emade, Mikołaj Trzaska, Wojtek Mazolewski und Bunio)
- Rogiński / Masecki / Moretti 2525252525 (Lado ABC, 2008)
- Paristetris Paristetris (Lado ABC, 2009)
- Shofar Live at Powiększenie (Kilogram Records, 2015)
- Mitch & Mitch 1976: A Space Odyssey (Lado ABC, 2015)
- Tim Daisy / Macio Moretti Chuma Chuma (Relay Recordings, 2018)
- Fred Frith & Macio Moretti Works For Me Should Be the Title (Don’t Sit On My Vinyl!, 2023)